# De Modave de Masogne
De Modave de Masogne was een Zuid-Nederlandse adellijke familie.

## Geschiedenis
Jean-Nicolas de Modave de Masogne (1700-1782) behoorde onder het ancien régime tot de adel, ook al zijn hiervan geen documenten bewaard. Hij was getrouwd met Marie-Marguerite d'Ochain de Jemeppe (1725-1779), vrouwe van Haverenne. Ze kregen vijf zoons en vijf dochters. Twee zoons, Jean-Bernard en Hubert-Casimir, werden in de erfelijke adel erkend.

## Jean-Bernard de Modave de Masogne
Jean Bernard Joseph François Waldo de Modave de Masogne (Ciney, 7 juli 1754 - aldaar, 30 januari 1838) werd in 1822 onder het Verenigd Koninkrijk der Nederlanden erkend in de erfelijke adel. Hij trouwde in 1805 in Flémalle met barones Marie-Cornélie de Bonhome (1771-1854). Ze kregen twee zoons en een dochter, maar in 1880 overleed de laatste mannelijke naamdrager:
- Waldor de Modave de Masogne (1807-1880), trouwde in 1844 in Leuven met Marie-Louise de Lamberts-Cortenbach (1820-1904), dochter van Werner de Lamberts-Cortenbach, Brabants patriot, officier in de Beierse en Franse legers, gemeenteraadslid van Sint-Truiden, lid van de Provinciale Staten van Limburg, gouverneur van Oost-Vlaanderen en gouverneur van Limburg. Het huwelijk bleef kinderloos.
- Léopold de Modave de Masogne (1809-1880), trouwde in 1832 in Luik met barones Dorothée de Bonhome (1805-1878). Ze kregen twee zoons en twee dochters, met afstammelingen tot heden. Het huwelijk werd in 1869 ontbonden.
- Marie-Isabelle de Modave de Masogne (1812-1841), trouwde in 1840 in Ciney met baron Joseph de Calwaert (1815-1877), zoon van baron Lambert de Calwaert. Het huwelijk bleef kinderloos.

## Hubert-Casimir de Modave de Masogne
Robert Joseph Casimir de Modave de Masogne (Ciney, 16 december 1766 - Florée, 30 januari 1850) werd zoals zijn broer in 1822 erkend in de erfelijke adel. Hij trouwde in 1811 in Florée met Julie Lamquet (1774-1851). Ze kregen een zoon en een dochter:
- Henriette de Modave de Masogne (1812-1893), trouwde in 1835 in Florée met Maurice du Pont d'Ahérée (1810-1864), provincieraadslid van Namen, burgemeester van Florée en senator, zoon van Perpète du Pont d'Ahérée, luitenant, lid van de Provinciale Staten van Namen, senator en industrieel. Ze kregen twee zoons, met afstammelingen tot heden.
- Jules de Modave de Masogne (1814-1890), trouwde in 1852 in Natoye met Félicie de Thier (1832-1903). Ze kregen een zoon en twee dochters, met afstammelingen tot heden, maar in 1962 overleed de laatste mannelijke naamdrager.